# ダバ (ジョージア)
ダバ（グルジア語: დაბა、グルジア語ラテン翻字: daba）は、ジョージアにおける集落の区分の一つ。「小さい都市」を意味する。旧ソビエト連邦の諸国における都市型集落と同等の位置づけである。町とも訳される。
今日のジョージアにおいて、ダバは一般的に、人口3,000人以上を抱える集落で、かつ社会インフラおよび技術インフラが確立し地方の経済的文化的中心地として機能しており、加えて広域農地を抱えていないことが要件となっている。あるいは人口3,000人未満であっても、地区の行政的中心地として機能しているか、近い将来に経済発展と人口増加が見込まれている場合には、ダバとして認められることもある。

## 語源
ダバは古ジョージア語ではよく知られた用語であり、「とうきび畑」「村落」といった意味を持つ。カルトヴェリ祖語における語根 *dab(a) に由来し、これはスヴァン語の და̈ბ（ダブ、翻字:däb、「とうきび畑」の意）の語源でもある。またメグレル語の დობერა（ドベラ、翻字: dobera、「耕作可能な土地」の意）の語源である可能性も考えられている。派生語に უდაბნო（ウダブノ、翻字:udabno、「砂漠」の意）、მდაბალი（ムダバリ、翻字: mdabali、「卑劣な」「不名誉な」「惨めな」の意）などがある。
ダバという語は、ジョージアのいくつかの地名の元にもなっている。例として、დაბა（ダバ、翻字: Daba）、ახალდაბა（アハルダバ、翻字: Akhaldaba、「新しいダバ」の意）、ქველდაბა（クヴェルダバ、翻字: Kveldaba、「チーズのダバ」の意）、დაბაძველი（ダバズヴェリ、翻字: Dabadzveli、「古いダバ」の意）などがある。

## ダバの一覧
2011年現在、ジョージアでは50の集落がダバとして認められている。2002年国勢調査での人口順の一覧を、次に示す。
| #  | ダバ                 | 人口（2002年） | 施行年 | 地区             | 行政区画                                       | 備考 |
| -- | -------------------- | -------------- | ------ | ---------------- | ---------------------------------------------- | --- |
| 1  | スラミ               | 9,800          | 1926   | ハシュリ         | シダ・カルトリ州                               | |
| 2  | ツクネティ           | 8,200          | 1967   | トビリシ         | トビリシ首都圏                                 | |
| 3  | チャクヴィ           | 8,100          | 1954   | コブレティ       | アジャリア自治共和国                           | |
| 4  | カズレティ           | 7,300          | 1965   | ボルニシ         | クヴェモ・カルトリ州                           | |
| 5  | ヘルヴァチャウリ     | 6,100          | 1968   | ヘルヴァチャウリ | アジャリア自治共和国                           | |
| 6  | オチハムリ           | 5,000          | 1954   | コブレティ       | アジャリア自治共和国                           | |
| 7  | チホロツク           | 5,000          | 1960   | チホロツク       | サメグレロ＝ゼモ・スヴァネティ州               | |
| 8  | ライトゥリ           | 3,600          | 1953   | オズルゲティ     | グリア州                                       | |
| 9  | ティアネティ         | 3,600          | 1960   | ティアネティ     | ムツヘタ＝ムティアネティ州                     | |
| 10 | シャウミアニ         | 3,600          | 1932   | マルネウリ       | クヴェモ・カルトリ州                           | |
| 11 | アガラ               | 3,500          | 1934   | カレリ           | シダ・カルトリ州                               | |
| 12 | マヒンジャウリ       | 3,400          | 1959   | ヘルヴァチャウリ | アジャリア自治共和国                           | |
| 13 | アスピンザ           | 3,200          | 1961   | アスピンザ       | サムツヘ＝ジャヴァヘティ州                     | |
| 14 | マングリシ           | 2,800          | 1926   | テトリツカロ     | クヴェモ・カルトリ州                           | |
| 15 | クヴェダ・ナサキラリ | 2,600          | 1976   | オズルゲティ     | グリア州                                       | |
| 16 | メスティア           | 2,600          | 1968   | メスティア       | サメグレロ＝ゼモ・スヴァネティ州               | |
| 17 | アハルゴリ           | 2,500          | 1960   | アハルゴリ       | ムツヘタ＝ムティアネティ州                     | 南オセチア共和国による支配地域 「ジョージア被占領地域法」(N 431 – IIს, October 23, 2008) に基づくロシア占領地域 |
| 18 | ハラガウリ           | 2,400          | 1944   | ハラガウリ       | イメレティ州                                   | |
| 19 | アハルダバ           | 2,400          | 1965   | ボルジョミ       | サムツヘ＝ジャヴァヘティ州                     | |
| 20 | ディディ・リロ       | 2,400          | 1974   | トビリシ         | トビリシ首都圏                                 | |
| 21 | チョハタウリ         | 2,100          | 1947   | チョハタウリ     | グリア州                                       | |
| 22 | クラシ               | 2,000          | 1961   | サムトレディア   | イメレティ州                                   | |
| 23 | バクリアニ           | 2,000          | 1926   | ボルジョミ       | サムツヘ＝ジャヴァヘティ州                     | |
| 24 | ジンヴァリ           | 1,900          | 1976   | ドゥシェティ     | ムツヘタ＝ムティアネティ州                     | |
| 25 | コジョリ             | 1,900          | 1968   | トビリシ         | トビリシ首都圏                                 | |
| 26 | ステパンツミンダ     | 1,800          | 1966   | カズベギ         | ムツヘタ＝ムティアネティ州                     | |
| 27 | レンテヒ             | 1,700          | 1969   | レンテヒ         | ラチャ＝レチフミおよびクヴェモ・スヴァネティ州 | |
| 28 | ショラパニ           | 1,600          | 1938   | ゼスタポニ       | イメレティ州                                   | |
| 29 | パサナウリ           | 1,600          | 1966   | ドゥシェティ     | ムツヘタ＝ムティアネティ州                     | |
| 30 | ウレキ               | 1,400          | 1953   | オズルゲティ     | グリア州                                       | |
| 31 | アバスツナミ         | 1,400          | 1926   | アディゲニ       | サムツヘ＝ジャヴァヘティ州                     | |
| 32 | ナルジャ             | 1,300          | 1987   | オズルゲティ     | グリア州                                       | |
| 33 | ケダ                 | 1,200          | 1966   | ケダ             | アジャリア自治共和国                           | |
| 34 | フロ                 | 1,100          | 1964   | フロ             | アジャリア自治共和国                           | |
| 35 | ツァグヴェリ         | 1,100          | 1926   | ボルジョミ       | サムツヘ＝ジャヴァヘティ州                     | |
| 36 | アディゲニ           | 1,000          | 1961   | アディゲニ       | サムツヘ＝ジャヴァヘティ州                     | |
| 37 | シュアヘヴィ         | 900            | 1974   | シュアヘヴィ     | アジャリア自治共和国                           | |
| 38 | Bakurianis Andeziti  | 500            | 1956   | ボルジョミ       | サムツヘ＝ジャヴァヘティ州                     | |
| 39 | シオニ               | 400            | 1960   | ティアネティ     | ムツヘタ＝ムティアネティ州                     | |
| 40 | Tamarisi             | 400            | 1982   | マルネウリ       | クヴェモ・カルトリ州                           | |
| 41 | Bediani              | 300            | 1963   | ツァルカ         | サムツヘ＝ジャヴァヘティ州                     | |
| 42 | Trialeti             | 300            | 1944   | ツァルカ         | クヴェモ・カルトリ州                           | |
| 43 | Kharistvala          | -              | 1956   | アンブロラウリ   | ラチャ＝レチフミおよびクヴェモ・スヴァネティ州 | 1991年ラチャ地震と一連の土砂崩れにより人口減少                                                                  |
| 44 | Bichvinta            | -              | 1963   | ガグラ           | アブハジア自治共和国                           | アブハジア共和国による支配地域 「ジョージア被占領地域法」(N 431 – IIს, October 23, 2008) に基づくロシア占領地域 |
| 45 | Gantiadi             | -              | 1966   | ガグラ           | アブハジア自治共和国                           | アブハジア共和国による支配地域 「ジョージア被占領地域法」(N 431 – IIს, October 23, 2008) に基づくロシア占領地域 |
| 46 | ミウセラ             | -              | 1990   | グダウタ         | アブハジア自治共和国                           | アブハジア共和国による支配地域 「ジョージア被占領地域法」(N 431 – IIს, October 23, 2008) に基づくロシア占領地域 |
| 47 | グルリプシ           | -              | 1975   | グルリプシ       | アブハジア自治共和国                           | アブハジア共和国による支配地域 「ジョージア被占領地域法」(N 431 – IIს, October 23, 2008) に基づくロシア占領地域 |
| 48 | コルニシ             | -              | -      | カレリ           | シダ・カルトリ州                               | 南オセチア共和国による支配地域 「ジョージア被占領地域法」(N 431 – IIს, October 23, 2008) に基づくロシア占領地域 |
| 49 | クヴァイサ           | -              | -      | オニ             | ラチャ＝レチフミおよびクヴェモ・スヴァネティ州 | 南オセチア共和国による支配地域 「ジョージア被占領地域法」(N 431 – IIს, October 23, 2008) に基づくロシア占領地域 |
| 50 | ジャヴァ             | -              | -      | ジャヴァ         | シダ・カルトリ州                               | 南オセチア共和国による支配地域 「ジョージア被占領地域法」(N 431 – IIს, October 23, 2008) に基づくロシア占領地域 |